# Jeßnitz (Anhalt)
Jeßnitz (Anhalt) is een plaats en voormalige gemeente in de Duitse deelstaat Saksen-Anhalt, en maakt deel uit van de Landkreis Anhalt-Bitterfeld.
Jeßnitz (Anhalt) telt 3.745 inwoners.